# Parco nazionale di Store Mosse
Il parco nazionale di Store Mosse (in svedese Store Mosse nationalpark) è un parco nazionale situato nella contea di Jönköping, nello Småland, in Svezia. Inaugurato nel 1982, copre una superficie di 7682 ha.
Quando i ghiacciai si ritirarono, alla fine dell'ultima glaciazione, la regione era ricoperta da un vasto lago, il Fornbolmen. A seguito del rimbalzo post-glaciale, più pronunciato a nord che a sud, la parte settentrionale del lago si prosciugò, lasciando allo scoperto la sabbia accumulatasi sul fondo del lago. Il clima umido trasformò questo terreno vasto e sabbioso in una vasta torbiera, la più grande della Svezia meridionale: Store Mosse significa letteralmente, appunto, «la grande torbiera». Queste torbiere, insieme al lago Kävsjön, attirano centinaia di specie di uccelli che rendono il sito famoso e giustificano la sua designazione come sito Ramsar.
Nel corso della storia, l'uomo è rimasto confinato nelle piccole «isole» asciutte disseminate tra le vaste torbiere, dedicandosi all'agricoltura e, soprattutto, all'allevamento. In più occasioni gli abitanti hanno prosciugato i grandi laghi allo scopo di ricavare terreni coltivabili di buona qualità. Nel XX secolo, quando si levarono le prime voci a favore della protezione del sito e della sua ricca avifauna, ebbe inizio lo sfruttamento su scala industriale della torba. A partire dagli anni '60, il sito venne dichiarato riserva naturale e lo sfruttamento della torba cessò. Dagli anni '70 sono stati effettuati numerosi lavori di restauro di torbiere e laghi e il sito ottenne il massimo grado di protezione nel 1982, quando venne dichiarato parco nazionale. Oggi il parco è un importante sito turistico che accoglie 90.000 visitatori all'anno.

## Geografia
Il parco nazionale di Store Mosse è situato nei comuni di Gnosjö, Vaggeryd e Värnamo, nella contea di Jönköping in Svezia, e si estende su una superficie di 7682 ha.
Il parco sorge su un altopiano, ad un'altitudine di circa 165 m, delimitato dalle valli dei fiumi Lagan e Nissan. L'altopiano ha una superficie molto pianeggiante, con appena una decina di metri di dislivello a eccezione di qualche piccola collina isolata. Questo terreno piatto ha permesso la formazione di vaste torbiere, che ricoprono la maggior parte del parco e costituiscono la più estesa rete di torbiere della Svezia a sud della Lapponia. Si tratta soprattutto di torbiere alte, con appena qualche rara torbiera minerotrofa. Oltre alle torbiere, nel parco vi sono numerosi piccoli laghi, le cui acque vengono spesso sfruttate per irrigare i campi. Solo il Kävsjön e il Kalvasjön hanno acqua in ogni periodo dell'anno. Quasi tutta la superficie del parco appartiene al bacino idrografico dello Storån, che si getta nel lago Bolmen per poi uscirne come emissario con il nome di Bolmån, affluente principale del fiume Lagan. Una piccola eccezione è costituita dal lago Horssjön e dalle torbiere circostanti, che drenano le loro acque nel fiume Lillån, un altro affluente del fiume Lagan.
Il parco gode di un clima oceanico (Cfb secondo la classificazione di Köppen).
| Rilevamenti meteorologici di Store Mosse | Mesi | Mesi | Mesi | Mesi | Mesi | Mesi | Mesi | Mesi | Mesi | Mesi | Mesi | Mesi | Stagioni | Stagioni | Stagioni | Stagioni | Anno  |
| Rilevamenti meteorologici di Store Mosse | Gen  | Feb  | Mar  | Apr  | Mag  | Giu  | Lug  | Ago  | Set  | Ott  | Nov  | Dic  | Inv      | Pri      | Est      | Aut      | Anno  |
| ---------------------------------------- | ---- | ---- | ---- | ---- | ---- | ---- | ---- | ---- | ---- | ---- | ---- | ---- | -------- | -------- | -------- | -------- | ----- |
| T. max. media (°C)                       | −0,1 | 0,4  | 3,9  | 9,8  | 16,1 | 19,6 | 21,3 | 20,1 | 15,6 | 10,0 | 4,5  | 1,3  | 0,5      | 9,9      | 20,3     | 10,0     | 10,2  |
| T. media (°C)                            | −2,7 | −2,7 | 0,1  | 4,8  | 10,3 | 13,9 | 15,9 | 15,0 | 11,2 | 6,6  | 2,1  | −1,1 | −2,2     | 5,1      | 14,9     | 6,6      | 6,1   |
| T. min. media (°C)                       | −5,4 | −5,9 | −3,8 | −0,1 | 4,5  | 8,2  | 10,6 | 9,8  | 6,8  | 3,2  | −0,3 | −3,6 | −5,0     | 0,2      | 9,5      | 3,2      | 2,0   |
| Precipitazioni (mm)                      | 52   | 35,4 | 37,6 | 40,1 | 44,6 | 61,6 | 77,3 | 82,7 | 69,0 | 65,8 | 62,4 | 59,1 | 146,5    | 122,3    | 221,6    | 197,2    | 687,6 |

## Geologia

Carta del parco nazionale di Store Mosse.

Il parco poggia per la maggior parte su graniti dello Småland caratterizzati da grandi cristalli di feldspato rosso. La parte occidentale del parco confina con i caratteristici gneiss della Svezia occidentale. Dall'altro lato, la parte orientale confina con i graniti del Värmland: la zona di transizione tra queste due zone è contrassegnata da rocce molto deformate.
Il paesaggio attuale è fortemente segnato dall'azione delle glaciazioni. Quando l'inlandsis che ricopriva la Scandinavia si ritirò, circa 12.000 anni fa, lasciò dietro di sé un lago molto grande chiamato Fornbolmen (letteralmente «antico Bolmen»), che copriva gran parte dello Småland. A seguito del rimbalzo post-glaciale che si è verificato da allora, più pronunciato a nord che a sud, la parte settentrionale del lago si prosciugò. La sabbia accumulatasi sul fondo formò delle dune e in seguito, a partire da circa 8000 anni fa, un clima più umido trasformò la zona in torbiere.
Oltre alla formazione del lago Fornbolmen, i ghiacciai hanno anche segnato il paesaggio con diverse morene, formando piccole colline sulla superficie altrimenti pianeggiante del parco.

## Ambienti naturali

### Flora
Il parco nazionale di Store Mosse si trova nell'ecoregione delle foreste miste sarmatiche. La stragrande maggioranza della superficie è costituita da torbiere, con lo sfagno bruno (Sphagnum fuscum) come specie dominante. La superficie delle torbiere è tipicamente un'alternanza di depressioni ricoperte da sfagno cuspidato (Sphagnum cuspidatum), rincospora chiara (Rhynchospora alba) e drosere e piccole collinette dove crescono lo sfagno di Magellano (Sphagnum magellanicum), l'erioforo vaginato (Eriophorum vaginatum), l'andromeda (Andromeda polifolia), l'ossicocco (Vaccinium oxycoccus), il brugo (Calluna vulgaris) e l'empetro nero (Empetrum nigrum). In generale queste torbiere non sono boscose, ma in certe zone, in particolare nelle fasce di transizione con le zone più asciutte, dei piccoli pini silvestri (Pinus sylvestris) possono formare una foresta aperta.

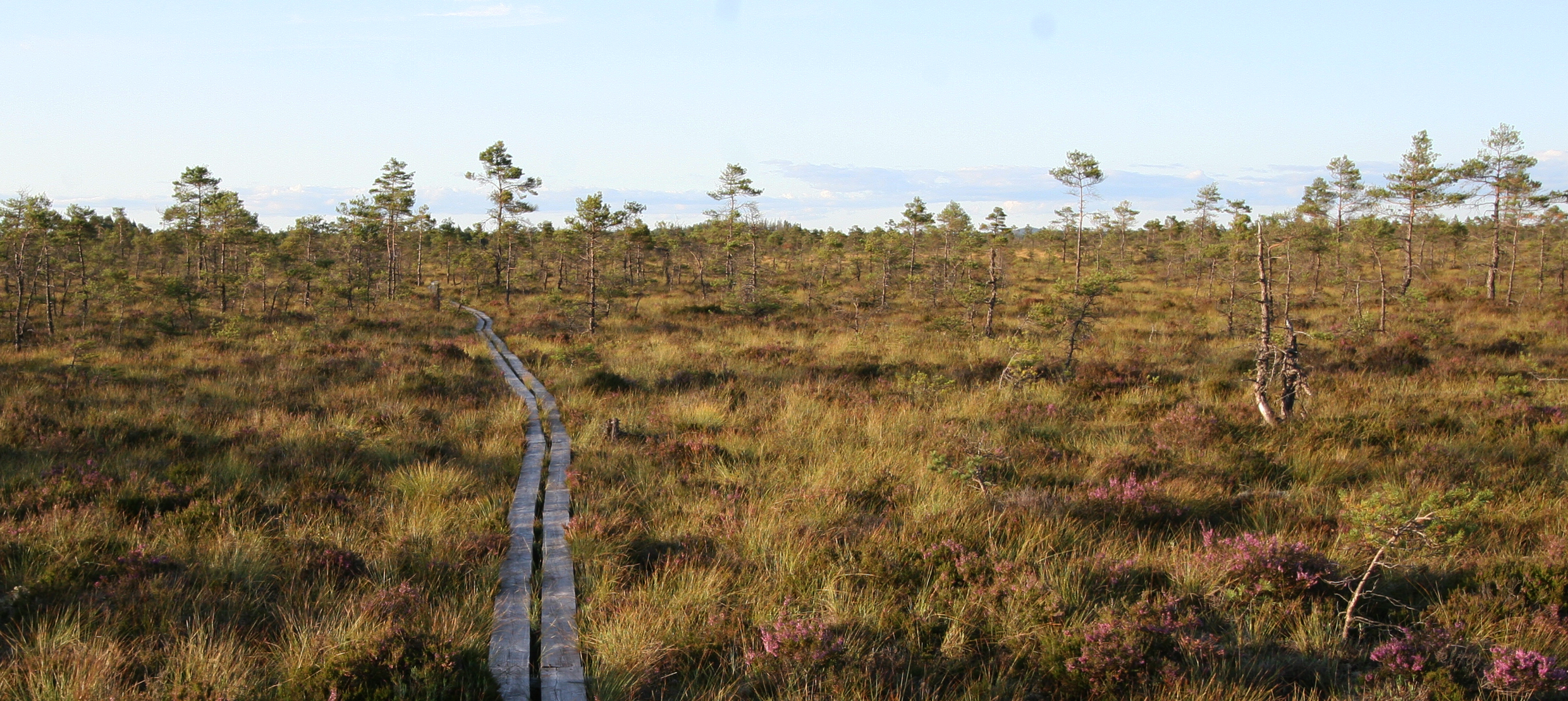
Torbiera con alcuni pini nel parco nazionale.

A sud del lago si estende Stora gungflyet, una torbiera inondata regolarmente dal lago e dominata da alti carici e dal mirto delle paludi (Myrica gale). All'estremità meridionale del parco si trova un'altra zona molto particolare: Björnekullakärret, la principale torbiera minerotrofa fertile del parco. Grazie al suo terreno calcareo, questa torbiera ospita diverse specie atipiche per la regione, come l'elleborina palustre (Epipactis palustris), la manina rosea (Gymnadenia conopsea) e l'orchidea a foglie larghe (Dactylorhiza majalis).
Sui terreni asciutti si sviluppa una foresta di pini caratteristica della taiga. Sul suolo, spesso costituito da sabbia, cresce un sottobosco secco, con cespugli di brugo e mirtillo rosso (Vaccinium vitis-idaea) e tappeti di pleurozio dorato (Pleurozium schreberi). Certe zone, tuttavia, presentano un terreno un po' più umido, in particolare nella zona di transizione con le torbiere, il che consente lo sviluppo del mirtillo (Vaccinium myrtillus), della trientale europea (Trientalis europaea) e della gramigna di Parnasso (Maianthemum bifolium).

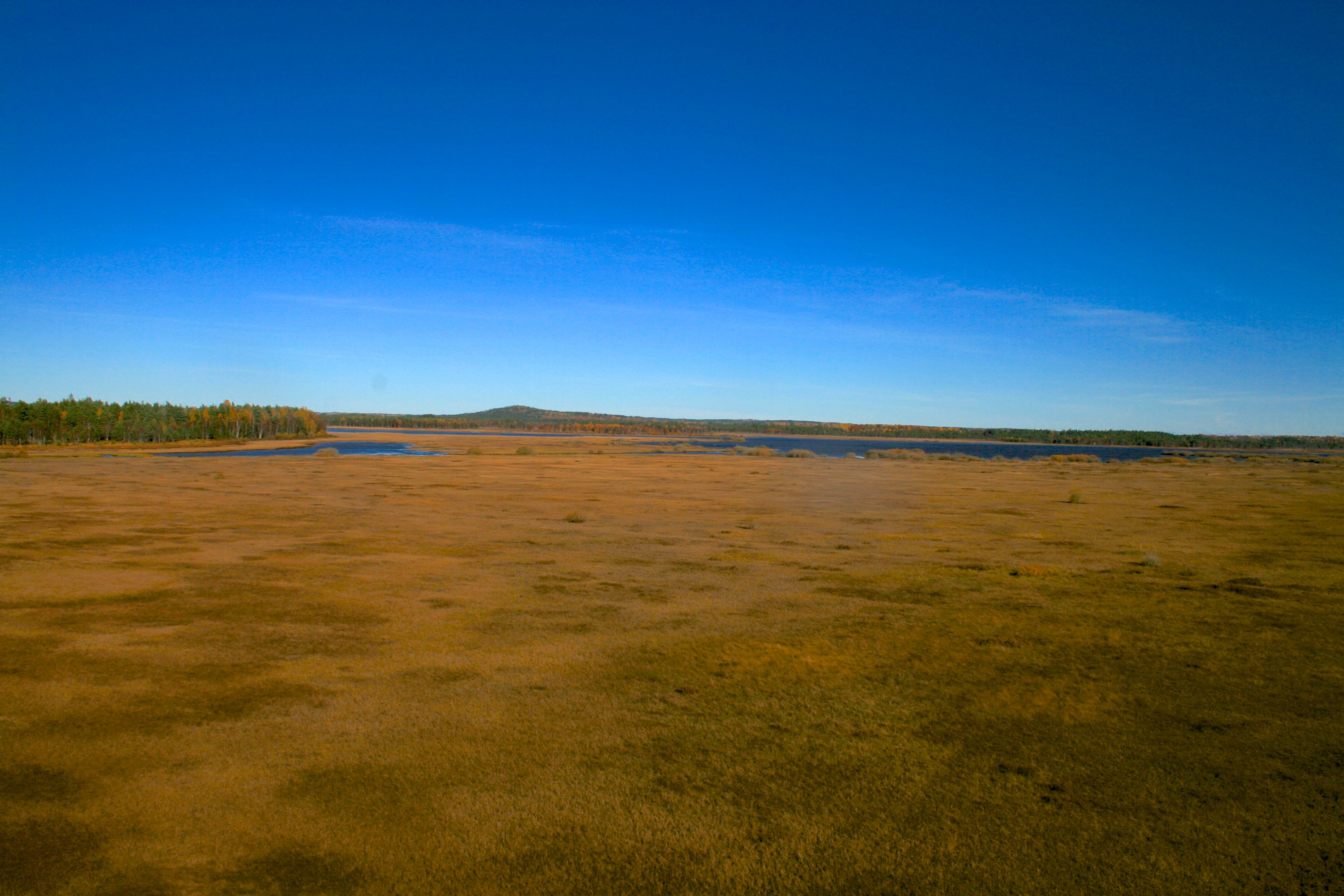
Stora gungflyet vista della principale torre di osservazione.
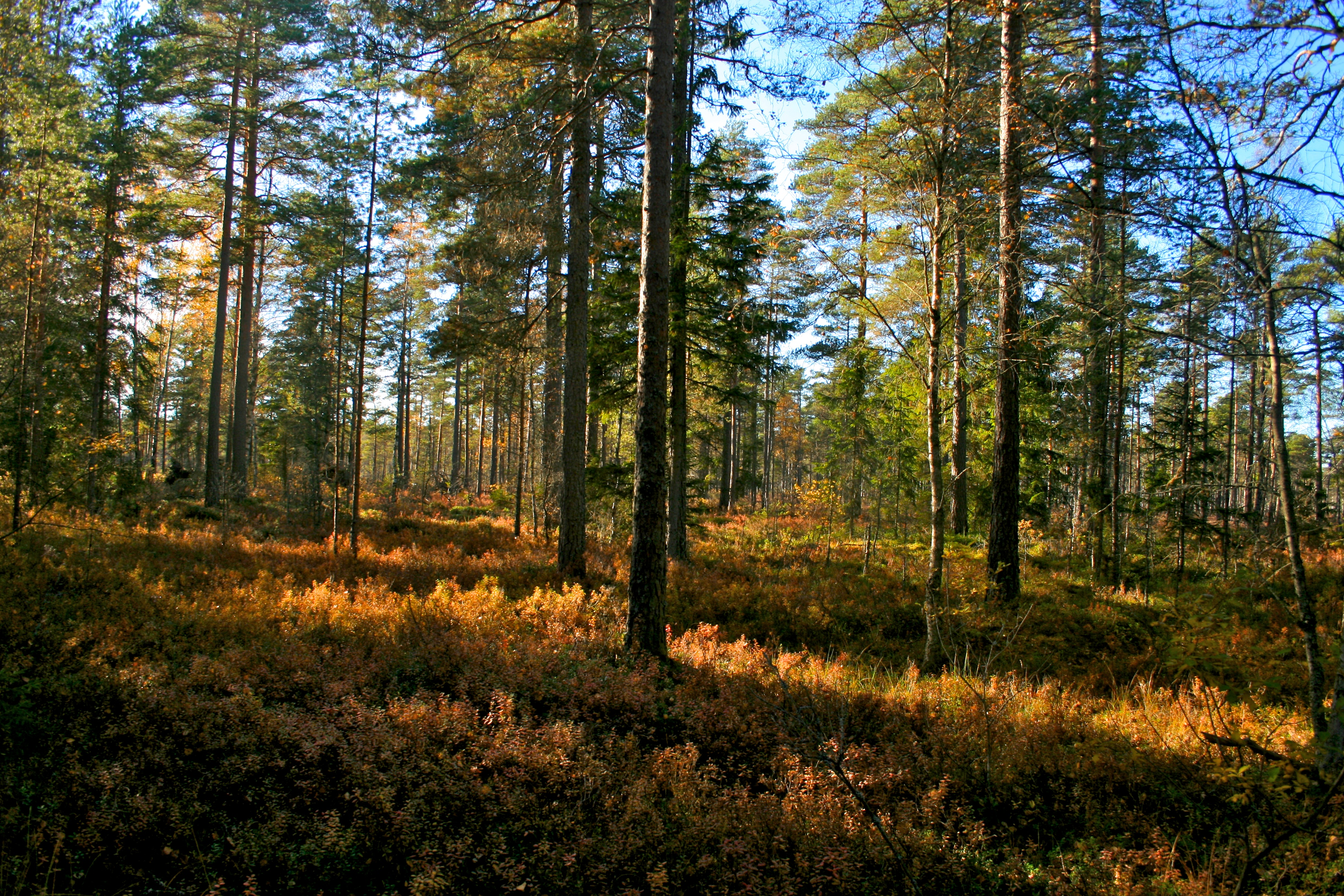
Foresta secca intorno al lago Kävsjön.
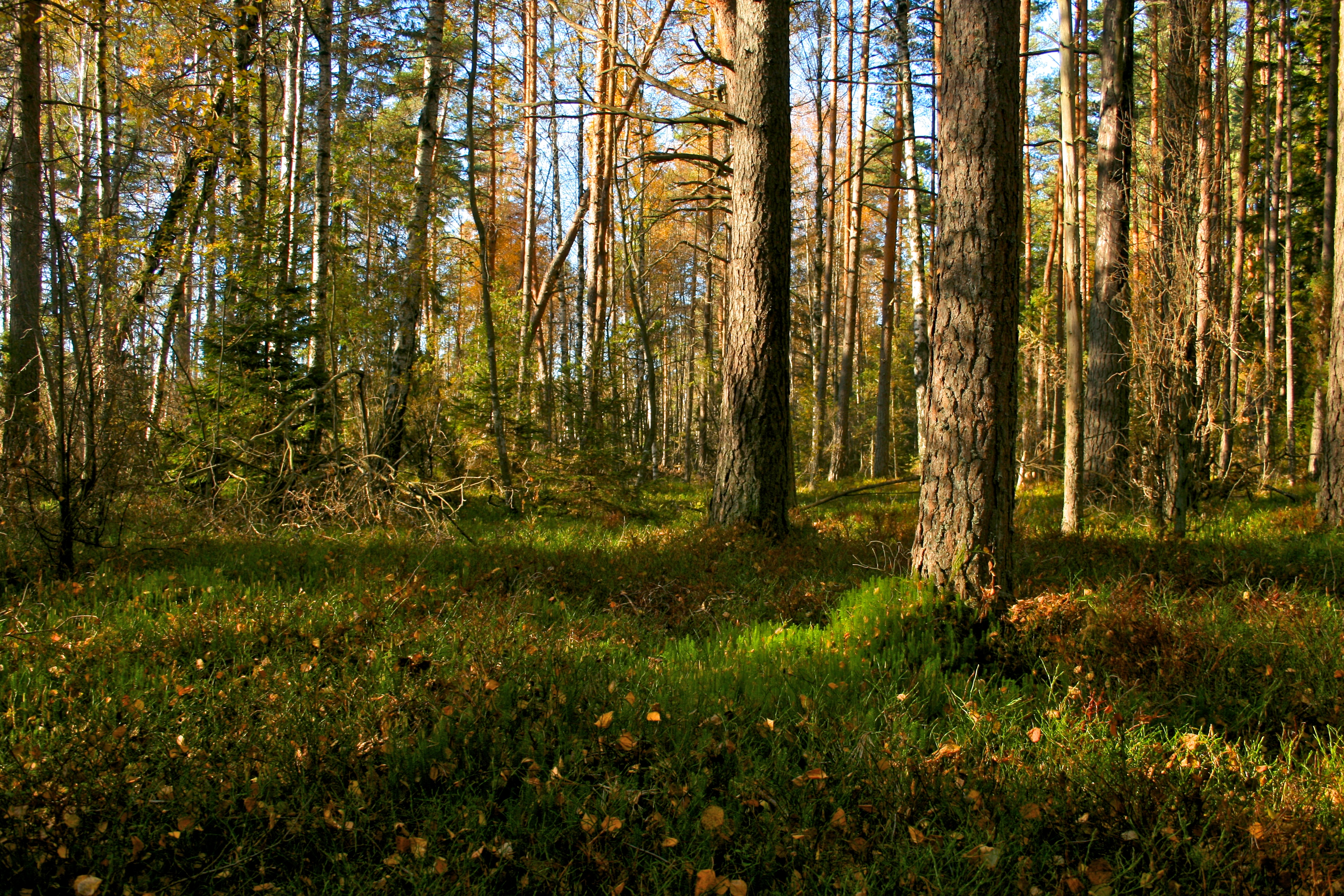
Foresta più umida intorno al lago Kävsjön.

### Fauna

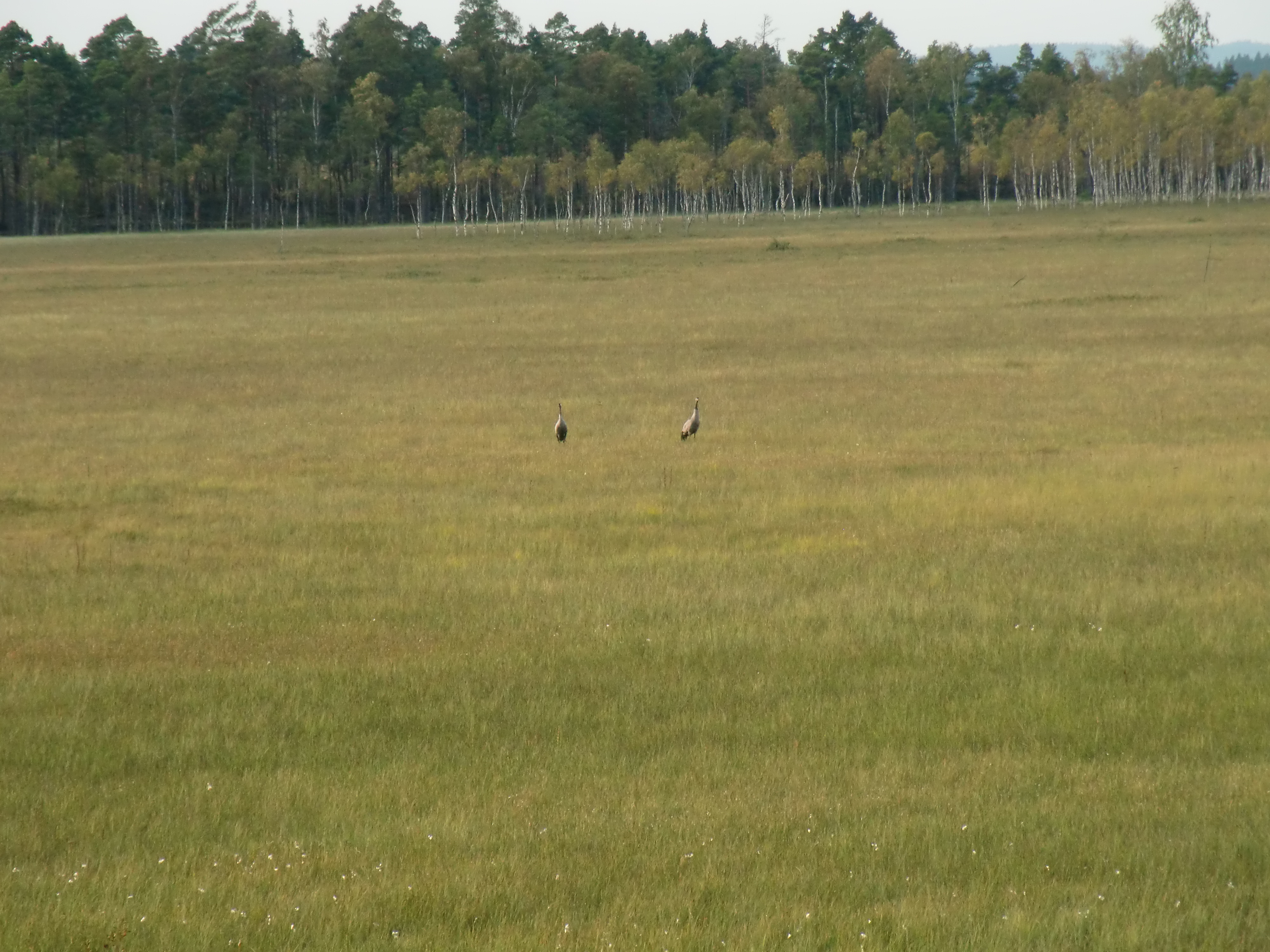
Gru a Stora gungflyet.

L'avifauna del parco, particolarmente ricca e varia, è uno dei motivi che portarono alla protezione di questa zona, sebbene essa sia diminuita intorno al lago Kävsjön dai tempi di Edvard Wibeck ai primi del XX secolo. Il lago rimane un punto dove si incontrano specie che nidificano generalmente nella Svezia settentrionale, come il frullino (Lymnocryptes minimus) e la pantana (Tringa nebularia), e specie più meridionali, come il voltolino (Porzana porzana), il mestolone (Spatula clypeata) e il moriglione (Aythya ferina). In primavera, Stora gungflyet è in gran parte inondata e costituisce un luogo di sosta apprezzato da numerose specie, e sono numerose quelle che ne approfittano per effettuare la muta. Tra queste specie migratrici, il cigno selvatico (Cygnus cygnus) è particolarmente numeroso: talvolta è possibile osservarne contemporaneamente diverse centinaia di esemplari intorno al lago. Oltre ad essere un luogo di sosta, è anche un importante sito di nidificazione, in particolare per l'alzavola (Anas crecca), il germano reale (Anas platyrhynchos) e la gru (Grus grus). Sono poche le specie che trascorrono qui l'inverno, ad eccezione di uccelli predatori, come l'aquila reale (Aquila chrysaetos). Anche le torbiere ospitano un gran numero di uccelli, tra i quali possiamo citare il chiurlo maggiore (Numenius arquata), lo stiaccino (Saxicola rubetra), il fagiano di monte (Lyrurus tetrix) e, più raramente, il beccaccino (Gallinago gallinago), il piviere dorato (Pluvialis apricaria) e il piro piro boschereccio (Tringa glareola).
Benché meno evidenti, il parco ospita anche una popolazione relativamente ricca di mammiferi, in particolare di alce (Alces alces), capriolo (Capreolus capreolus) e volpe (Vulpes vulpes); anche la lince euroasiatica (Lynx lynx) è presente.

## Storia

### Utilizzo della regione nella storia

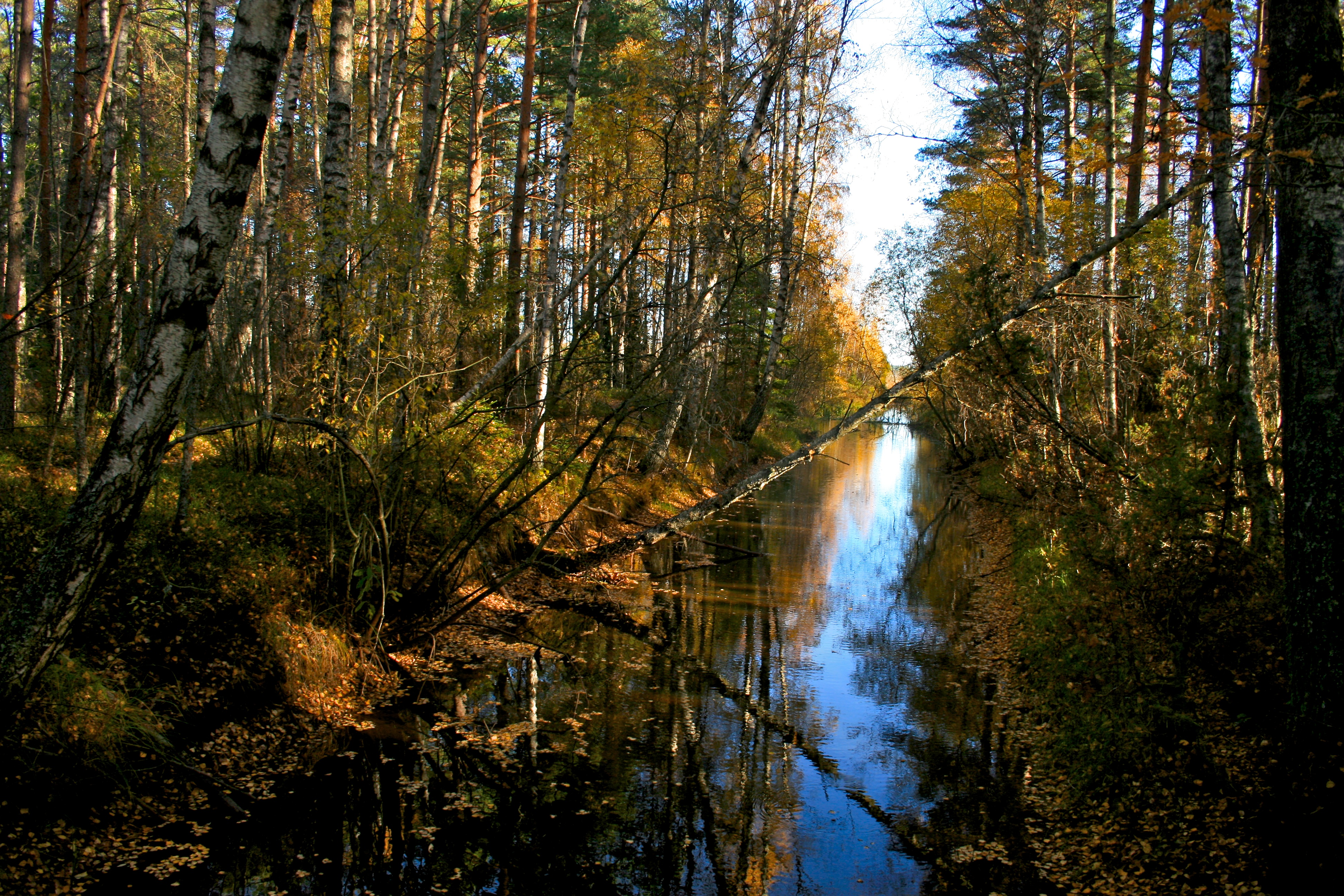
Il ruscello Fläsebäcken nel parco.

Le più antiche tracce di presenza umana nella regione risalgono all'età della pietra, in zone che probabilmente corrispondevano al litorale del Fornbolmen. Successivamente, nell'età del bronzo e nell'età del ferro, la presenza umana si concentrò intorno alle torbiere.
In particolare, tra le torbiere di Store Mosse vi erano due «isole» che venivano sfruttate per scopi agricoli: Södra Svänö e Lövö. Il sito di Södra Svänö ospitava due fattorie all'epoca del Laga skiftet (1847), ma era probabilmente occupato da più tempo, come testimoniano l'insieme di tombe e i resti di una casa nelle vicinanze, risalenti all'inizio del periodo storico. I campi venivano coltivati ogni anno, i prati fornivano foraggio per nutrire gli animali durante l'inverno e il vasto territorio intorno alla tenuta veniva utilizzato per il pascolo. Il sito di Lövö risale probabilmente al XVIII secolo.
Nel 1840, il livello dei laghi Kävsjön e Häradsösjön venne abbassato di circa un metro, il che permise di recuperare circa 720 ha di terreni agricoli (compresa la zona chiamata Stora gungflyet). Ciò fu reso possibile dalla creazione di un canale tra i due laghi e dall'abbassamento del ruscello Fläsebäcken, che regola il livello dei due laghi, nel punto in cui esce dal Kävsjön. Da allora il Fläsebäcken è stato dragato e abbassato più volte e, dalla metà del XX secolo, gli effetti di questi cambiamenti sulla flora e la fauna sono stati attentamente studiati. Anche il lago Horssjön venne prosciugato negli anni '70 del XIX secolo grazie a un canale che conduceva verso il fiume Lillån.

### Dallo sfruttamento della torba alla protezione
Nel 1905, durante le discussioni che portarono alla creazione dei primi parchi nazionali della Svezia, Edvard Wibeck suggerì la protezione di Store Mosse. L'Accademia reale svedese delle scienze fu d'accordo con lui, ma la contea si oppose, dal momento che la regione era ricca di torba dalla quale si potevano ricavare enormi profitti. L'anno successivo, la torba di Store Mosse iniziò ad essere estratta su scala industriale dalla compagnia Hädinge Torfströ aktiebolag nella zona intorno alla linea ferroviaria. La stessa compagnia ferroviaria svedese Statens Järnvägar iniziò a estrarre torba in quantità limitata ad ovest del lago Horssjön tra il 1915 e il 1925-1926 per alimentare le sue locomotive a vapore. Nel 1927, la situazione politica nella contea cambiò e l'avifauna del lago Kävsjön fu protetta. Nel 1959, un ulteriore abbassamento del Fläsebäcken e quindi del lago Kävsjön ravvivò il dibattito sulla protezione dell'area. Allo stesso tempo, la AB Svensk torvindustri aveva in programma di estrarre torba da diverse aree di Store Mosse e ritornò in auge l'ipotesi di tutelare l'intera superficie di Store Mosse come parco nazionale. Finalmente, nel 1965, la contea dichiarò una riserva naturale provvisoria intorno ai laghi Kävsjön, Häradsösjön e Horssjön. I progetti della AB Svensk torvindustri vennero interrotti e i terreni furono venduti allo Stato. Inoltre, l'anno successivo, la sede della Hädinge Torfströ aktiebolag venne devastata da un incendio che pose fine alle operazioni di sfruttamento e anche il terreno di sua proprietà venne venduto allo Stato. In totale, durante il periodo di sfruttamento furono prosciugati 400 ha di zone umide. Contemporaneamente alla protezione provvisoria, la contea stava prendendo in considerazione l'idea di una protezione più permanente e rigorosa, ma l'attuazione di questo progetto era resa difficile dal fatto che i terreni in questione erano in gran parte privati e appartenenti a molti proprietari diversi. La stessa associazione per la conservazione della natura Svenska Naturskyddsföreningen cercò di acquistare alcuni terreni per proteggere il sito. Nel 1968, la superficie della riserva provvisoria venne estesa a quasi tutte le torbiere. Nel 1971, la contea propose finalmente la creazione di un parco nazionale, ma allo stesso tempo era allo studio un progetto per ripristinare il lago Kävsjön che ritardò l'iter. Il progetto di ripristino venne convalidato nel 1975 e nel 1979 la questione del parco nazionale divenne nuovamente di attualità e finalmente, il 26 maggio 1982, esso venne infine inaugurato. Tuttavia bisognerà aspettare il 2013 perché l'intera superficie del parco entri in possesso dello Stato. Il parco è anche un sito Ramsar dal 1974 e fa parte della rete Natura 2000 dal 1995.

## Gestione e amministrazione

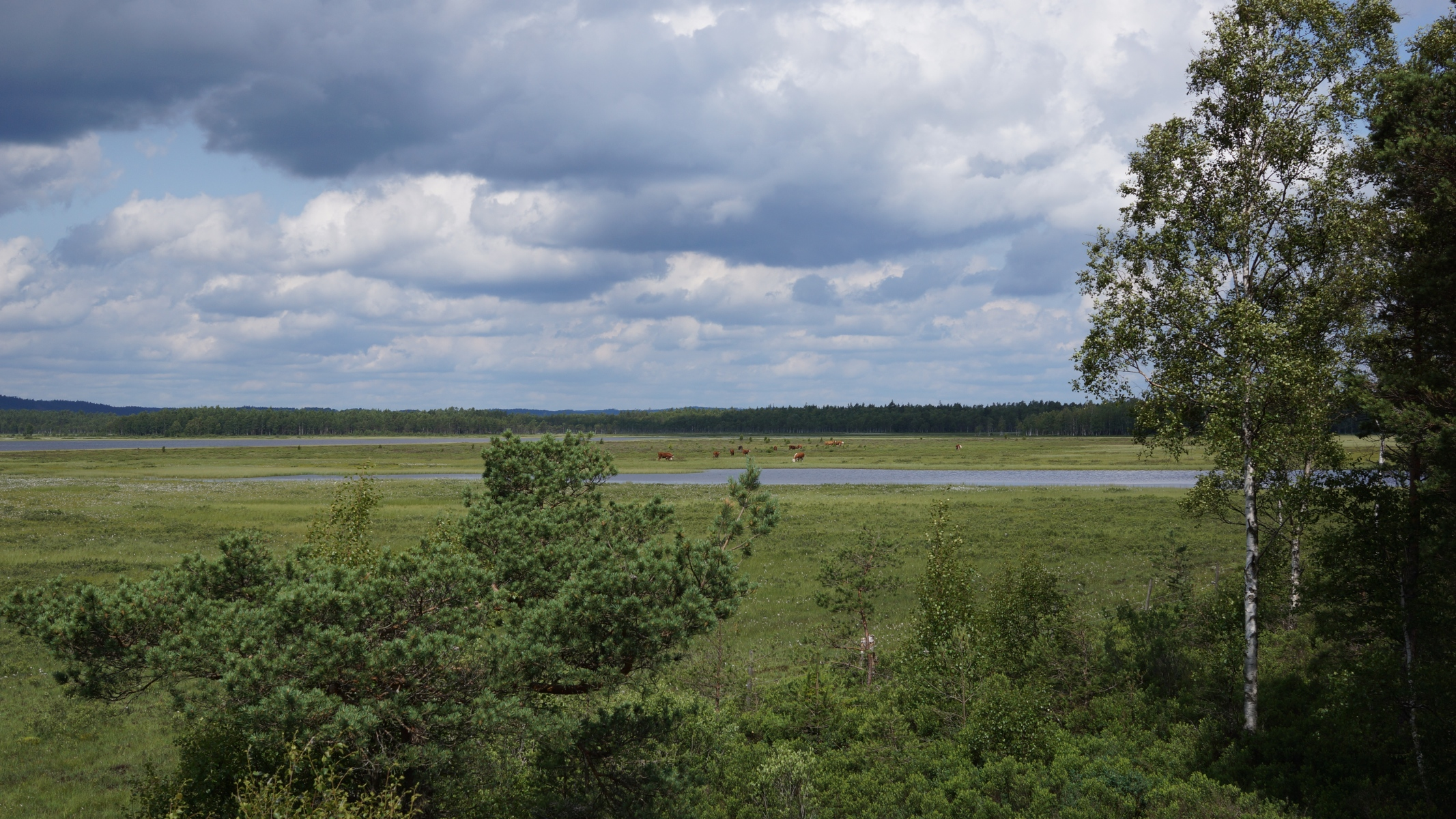
Vacche al pascolo per rinforzare i prati intorno al Kävsjön.

Come per la maggior parte dei parchi nazionali della Svezia, la gestione e l'amministrazione sono divise tra l'Agenzia svedese per la protezione dell'ambiente (Naturvårdsverket) e il Consiglio amministrativo delle contee (Länsstyrelse). Il Naturvårdsverket è responsabile della proposta di nuovi parchi nazionali, previa consultazione con il consiglio di amministrazione delle contee e dei comuni, e la loro creazione viene approvata da un voto del parlamento. Il terreno viene quindi acquistato dallo Stato, tramite l'intermediazione del Naturvårdsverket. La gestione viene quindi affidata principalmente alla contea, vale a dire, nel caso del parco di Store Mosse, al consiglio di amministrazione della contea di Jönköping.
Con lo scopo di conciliare protezione della natura e turismo, il parco è stato diviso in tre zone. La zona III corrisponde all'ingresso principale del parco e a Östra Rockne ed è destinata a convogliare l'afflusso dei visitatori con un gran numero di infrastrutture. La zona II è situata principalmente intorno ai laghi Kävsjön e Häradsösjön o lungo le dune di Lövö rockne, vale a dire meno del 20% della superficie del parco. La maggior parte delle infrastrutture turistiche al di fuori dell'area di ingresso è situata nella zona II, ed è pertanto qui che la gestione è più importante per assicurare il compromesso tra la missione turistica ed ecologica del parco. È sempre in questa zona che vengono svolte attività di gestione ambientale come la manutenzione dei prati, gli incendi boschivi volontari, ecc.. A questa zona si aggiunge la zona IIa, che corrisponde alla zona di ripristino delle torbiere, principalmente lungo la linea ferroviaria. Quando il restauro sarà completato e l'area non necessiterà più di alcun tipo di manutenzione, questa zona è destinata a unirsi alla zona I. Quest'ultima corrisponde a tutto il resto del parco (76%) ed è la cosiddetta area selvaggia, dove la natura è lasciata a sé stessa.
Tra il 2010 e il 2015, i 300 ha di siti storici di estrazione della torba sono stati oggetto di un programma di ripristino denominato Ad(d)mire, finanziato in parte dallo strumento finanziario per l'ambiente (LIFE) dell'Unione europea. Gli alberi che erano cresciuti in queste zone che erano state prosciugate sono stati rimossi e l'idrologia della torbiera è stata ripristinata. 20 ettari, tuttavia, sono stati preservati come patrimonio culturale.

## Turismo

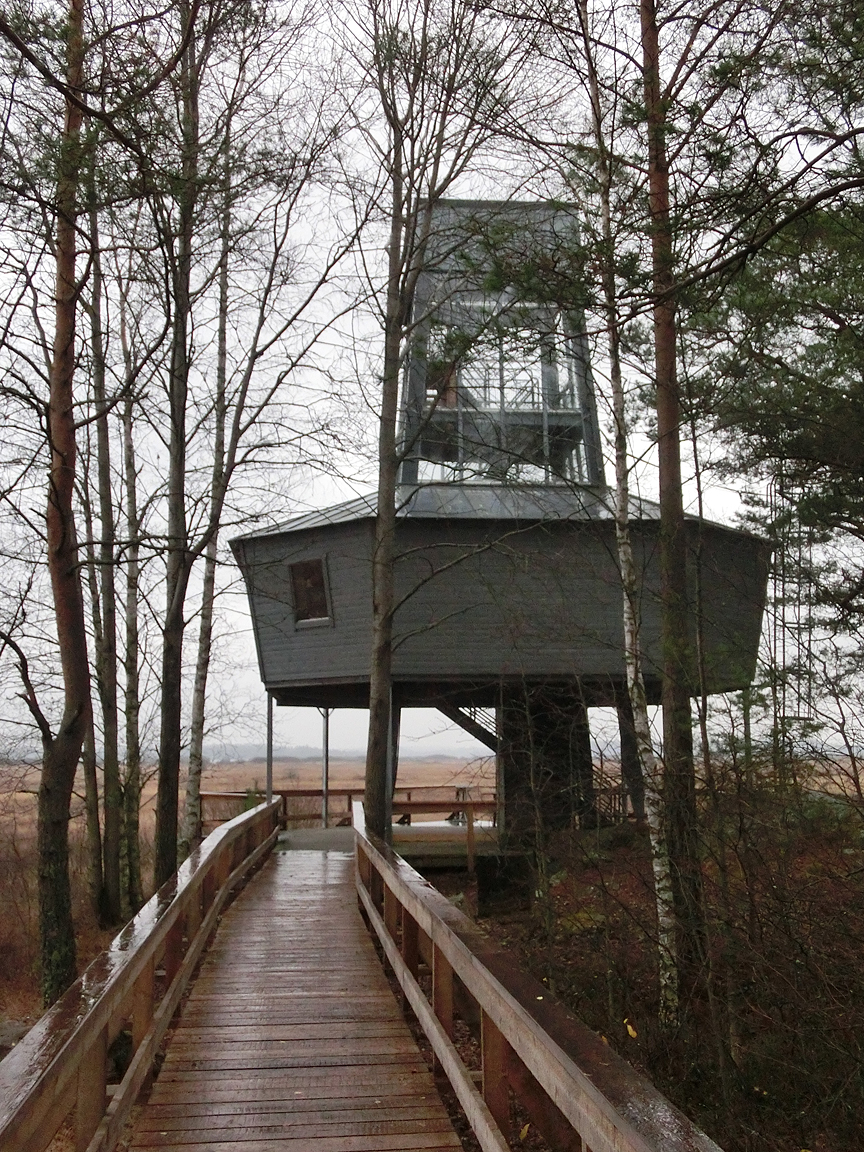
La torre di osservazione Stora fågeltornet presso l'ingresso principale.

Il parco nazionale è un importante sito turistico che ogni anno accoglie circa 90.000 visitatori. I turisti vengono qui prevalentemente in estate, ma non sono rari anche quelli che visitano il parco in inverno, soprattutto quando il paesaggio è ammantato di neve. Molti turisti abitano nei comuni vicini, ma ci sono anche molti stranieri, provenienti soprattutto da Germania, Danimarca e Paesi Bassi. L'ingresso principale del parco è facilmente accessibile, essendo situato lungo la strada 151, che collega il parco con Värnamo e la strada europea 4. All'entrata si trovano in particolare un grande parcheggio e il naturum (centro di informazioni) del parco, inaugurato nel 2003. Nelle vicinanze si trova la torre di osservazione principale, una delle sei presenti nel parco, con vista sul lago Kävsjön e su Stora gungflyet. Molti dei sentieri del parco partono da qui. In totale, nel parco vi sono 49 km di sentieri, molti dei quali sono stati ampliati a partire dagli anni 2000 per facilitare l'accesso alle persone con disabilità. Molti degli edifici storici del parco sono stati convertiti in strutture turistiche: in particolare, l'associazione turistica Svenska Turistföreningen gestisce un ostello della gioventù a Svanö e uno a Lövö.

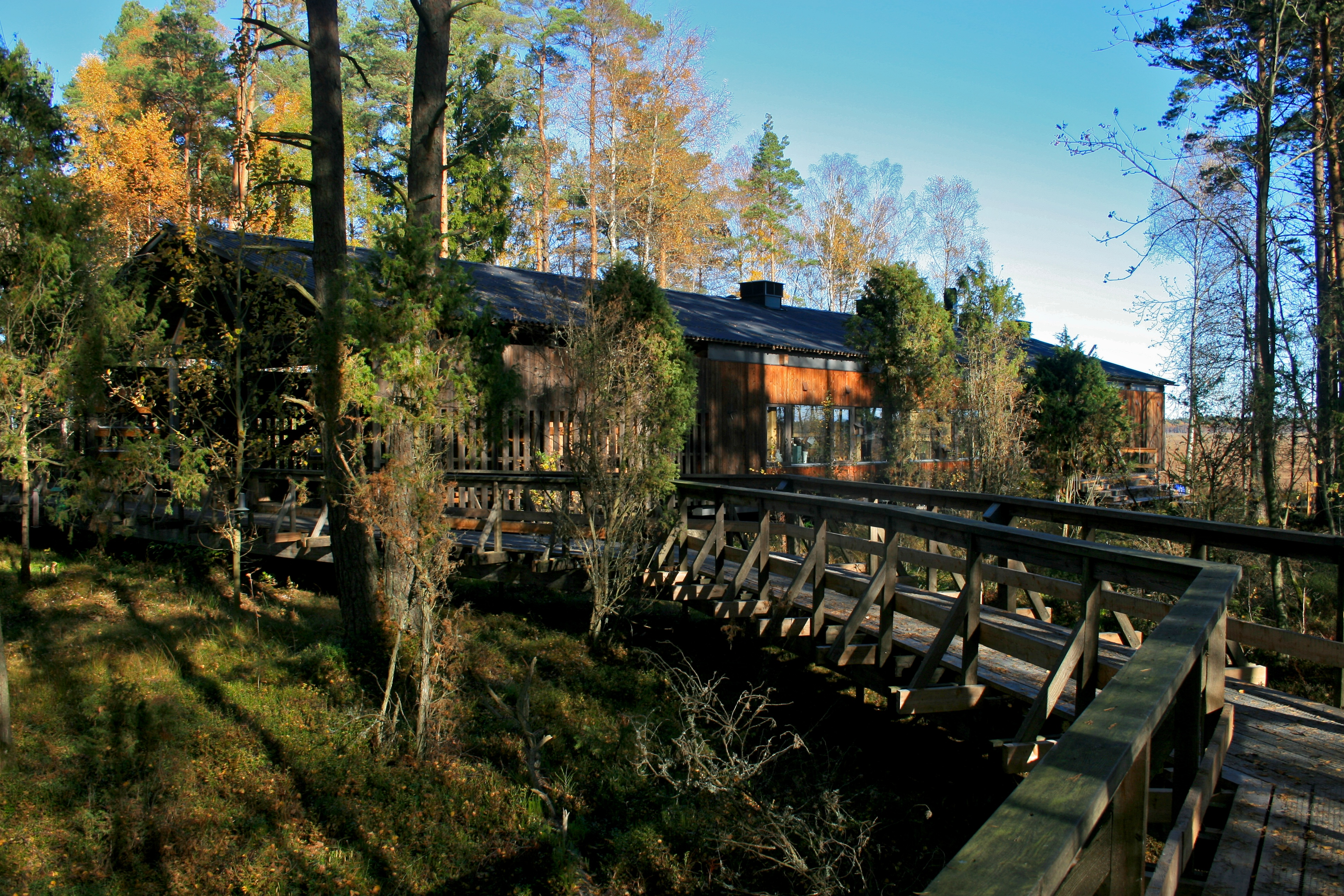
Il naturum del parco.
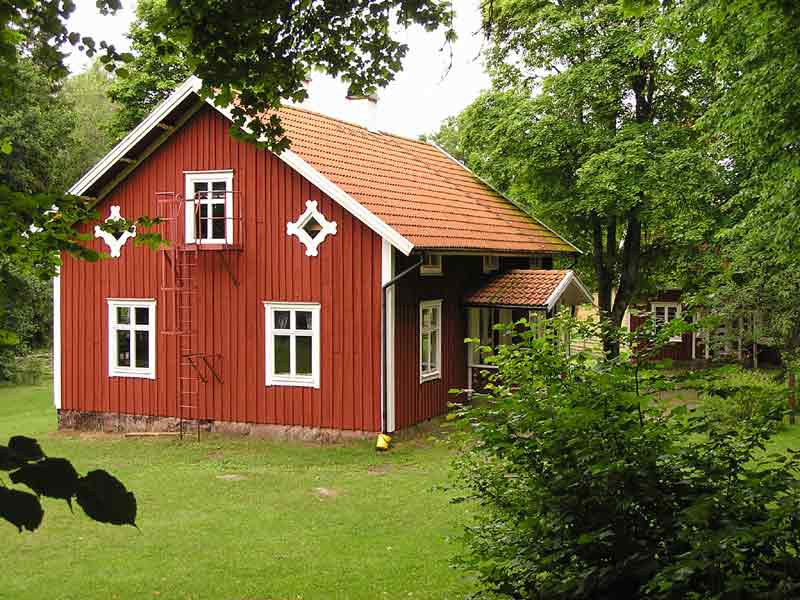
L'ostello della gioventù di Svänö.